# 賡颺
賡颺，字元甫，葉赫顏札氏，满州人，清朝政治人物。举人出身。
同治九年（1870年），擔任清朝廣州府南海縣知縣。后由杜鳳治接任。

## 家族
賡颺的儿子有毓俊（字赞臣）、毓廉（字清臣）、毓賢（字佐臣）。毓俊之子景煦，辛亥革命后改名为阎文灏，曾任北洋政府秘书。阎文灏之子有阎陆飞、阎龙飞。